# Archidiecezja bratysławska

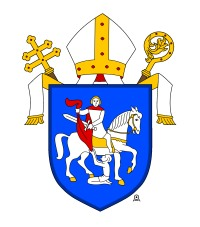
herb archidiecezji

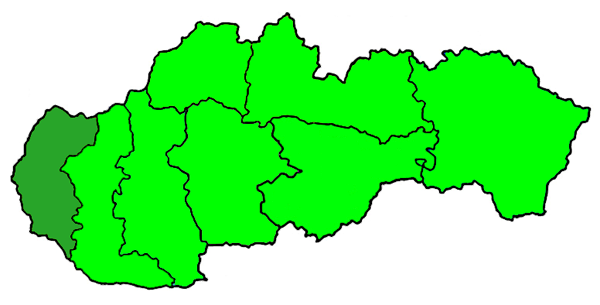
Archidiecezja bratysławska (zaznaczona na ciemno zielono

Archidiecezja bratysławska (łac. Archidioecesis Bratislaviensis, słow. Bratislavská rímskokatolícka arcidiecéza) – katolicka archidiecezja słowacka położona w południowo-zachodniej części kraju.
Siedziba arcybiskupa znajduje się przy katedrze św. Marcina w Bratysławie.

## Historia
Tereny obecnego arcybiskupstwa należały od czasów średniowiecza do archidiecezji ostrzyhomskiej. W 1918 po rozpadzie Austro-Węgier i powstaniu niepodległej Czechosłowacji, w jej granicach znalazła się część arcybiskupstwa ostrzyhomskiego. W związku z tym papież Pius XI utworzył na tym terenie administraturę apostolską archidiecezji ostrzyhomskiej ze stolicą w Trnawie. Obejmowała ona obszar 14,5 tys. km².
30 grudnia 1977 papież Paweł VI konstytucją apostolską Praescriptionum sacrosancti przekształcił administraturę apostolską w archidiecezję, a następnie ustanowił ją siedzibą metropolii trnawskiej (konstytucja apostolska Qui divino).
31 maja 1995 decyzją papieża Jana Pawła II została ona przekształcona w archidiecezję bratysławsko-trnawską z konkatedrą w Bratysławie (kościół św. Marcina).
Ostatnia zmiana miała miejsce 14 lutego 2008 Papież Benedykt XVI dokonał podziału archidiecezji bratysławsko-trnawskiej na dwie samodzielne archidiecezje. Siedziba metropolity została przeniesiona do stolicy Słowacji.

## Główne świątynie
- Archikatedra: Katedra św. Marcina w Bratysławie
- Bazyliki mniejsze:
  - Bazylika Narodzenia Najświętszej Maryi Panny w Bratysławie
  - Bazylika Siedmiu Boleści Najświętszej Maryi Panny w Šaštín

## Biskupi
- ordynariusz – abp Stanislav Zvolenský
- biskup pomocniczy – bp Jozef Haľko

## Podział administracyjny
Archidiecezja bratysławska składa się z 10 dekanatów:
- Dekanat Bratysława-Centrum: 12 parafii:
  - Ježišovho Srdca, Kalvária, Kráľovnej rodiny, Najsvätejšej Trojice, Nové Mesto, Pomocnice kresťanov, Prievoz, Rača, Svätého Martina, Svätej Alžbety, Trnávka, Vajnory
- Dekanat Bratysława-Północ: 12 parafii:
  - Borinka, Devín, Devínska Nová Ves, Dlhé Diely, Dúbravka, Karlova Ves, Lamač, Mariánka, Stupava, Vysoká pri Morave, Záhorská Bystrica, Zohor
- Dekanat Bratysława-Południe: 8 parafii:
  - Čuňovo, Jarovce, Petržalka, Podunajské Biskupice, Rusovce, Sedembolestnej Panny Márie, Svätej rodiny, Vrakuňa
- Dekanat Malacky: 17 parafii:
  - Gajary, Jablonové, Jakubov, Kuchyňa, Láb, Lozorno, Malacky, Malé Leváre, Pernek, Plavecký Mikuláš, Plavecký Štvrtok, Rohožník, Sološnica, Studienka, Veľké Leváre, Záhorská Ves, Závod
- Dekanat Pezinok: 14 parafii:
  - Báhoň, Budmerice, Častá, Doľany, Dubová, Grinava, Modra, Pezinok, Slovenský Grob, Svätý Jur, Šenkvice, Štefanová, Viničné, Vištuk
- Dekanat Senec: 14 parafii:
  - Bernolákovo, Blatné, Boldog, Čataj, Dunajská Lužná, Chorvátsky Grob, Ivanka pri Dunaji, Kaplná, Kostolná pri Dunaji, Kráľová pri Senci, Most pri Bratislave, Senec, Tomášov, Veľký Biel
- Dekanat Senica: 15 parafii:
  - Brezová pod Bradlom, Cerová, Dojč, Hradište pod Vrátnom, Jablonica, Koválov, Myjava, Osuské, Plavecký Peter, Prievaly, Rohov, Senica, Sobotište, Turá Lúka, Vrbovce
- Dekanat Skalica: 9 parafii:
  - Brodské, Gbely, Holíč, Chropov, Kopčany, Petrova Ves, Radošovce, Skalica, Unín
- Dekanat Šamorín: 11 parafii:
  - Báč, Blahová, Eliášovce, Holice, Horný Bar, Lehnice, Šamorín, Štvrtok na Ostrove, Veľká Paka, Vojka nad Dunajom, Zlaté Klasy
- Dekanat Šaštín: 10 parafii:
  - Borský Mikuláš, Borský Svätý Jur, Čáry, Kuklov, Kúty, Lakšárska Nová Ves, Moravský Svätý Ján, Smolinské, Šaštín-Stráže, Štefanov

## Główny patron
- św. Marcin